# Turistická značená trasa 8646
 Turistická značená trasa č. 8646 měří 5,7 km; spojuje obloukem přes hřeben vrcholu Lučence rozcestí Medzi Mníchmi a rozcestí Na Jame v Sklabinské dolině v západní části pohoří Velká Fatra na Slovensku.

## Průběh trasy
Z rozcestí Medzi Mníchmi trasa nejprve velmi mírně stoupá nepojmenovanou dolinou, v jejím závěru pak prudce stoupá na hřeben vrcholu Lučence. Z vrcholu opět sklesává zpět do Sklabinské doliny. Celou dobu vede trasa zalesněným terénem. Jedná se o krátkou odbočnou trasu.
| Km  | Místo         | Navazující a křižující trasy | Souřadnice                     | Nadm. výška  |
| --- | ------------- | ---------------------------- | ------------------------------ | ------------ |
| 0,0 | Medzi mníchmi | 2732                         | 49°2′30″ s. š., 19°1′34″ v. d. | 523 m n. m.  |
| 3,5 | Lučenec       |                              | 49°1′56″ s. š., 19°3′22″ v. d. | 1041 m n. m. |
| 5,7 | Na Jame       | 2732                         | 49°1′56″ s. š., 19°3′22″ v. d. | 555 m n. m.  |